# Summit (Arkansas)
Summit è una città degli Stati Uniti d'America situata nello Stato dell'Arkansas, nella Contea di Marion.